# Presa de Katse
La presa de Katse es una presa de arco de hormigón en el río Malibamat'so, en Lesoto. Es la segunda presa de arco de doble curvatura más grande de África después de la presa de Tekezé en Etiopía. Ubicada justo debajo de la confluencia del río Bokong, que forma el brazo occidental del embalse de Katse, la presa es parte de un proyecto más grande que eventualmente incluirá cinco grandes presas en áreas rurales remotas.
El ingeniero civil sudafricano Ninham Shand identificó el potencial del proyecto como un posible medio para complementar el suministro de agua del núcleo industrial de Sudáfrica en Witwatersrand,en un proyecto conocido como Proyecto Agua de las Tierras Altas de Lesoto (Lesotho Highlands Water Project, LHWP). El Banco Mundial concertó un tratado entre los gobiernos de Sudáfrica y Lesoto, permitiendo que este se llevara a cabo.

## Construcción
La presa fue construida por un consorcio formado por Bouygues, Concor, Group 5, Hochtief, Impregilo, Kier Group y Sterling International. La presa se completó en 1996 y el embalse se llenó de agua en 1997. El costo total del proyecto fue de 8000 millones de dólares. El aeropuerto de Katse se construyó a 3 km al sudeste de la presa para facilitar el acceso al proyecto.

## Impacto ambiental
La masa de agua dio lugar a lo que se llama sismicidad inducida, pequeños temblores inducidos por la actividad humana. Los agricultores que perdieron tierras debido al proyecto han tenido dificultades para restablecer nuevos medios de vida. En las montañas hay poca tierra cultivable para reemplazar todo lo que se perdió, y los esfuerzos para ayudarlos con nuevos medios de vida no han tenido tanto éxito como las obras de ingeniería. Un grupo local ha documentado el legado del proyecto en las comunidades rurales directamente afectadas por el mismo y la organización sin fines de lucro ambiental y de derechos humanos International Rivers (NPO), elaboró un relato detallado de los efectos.

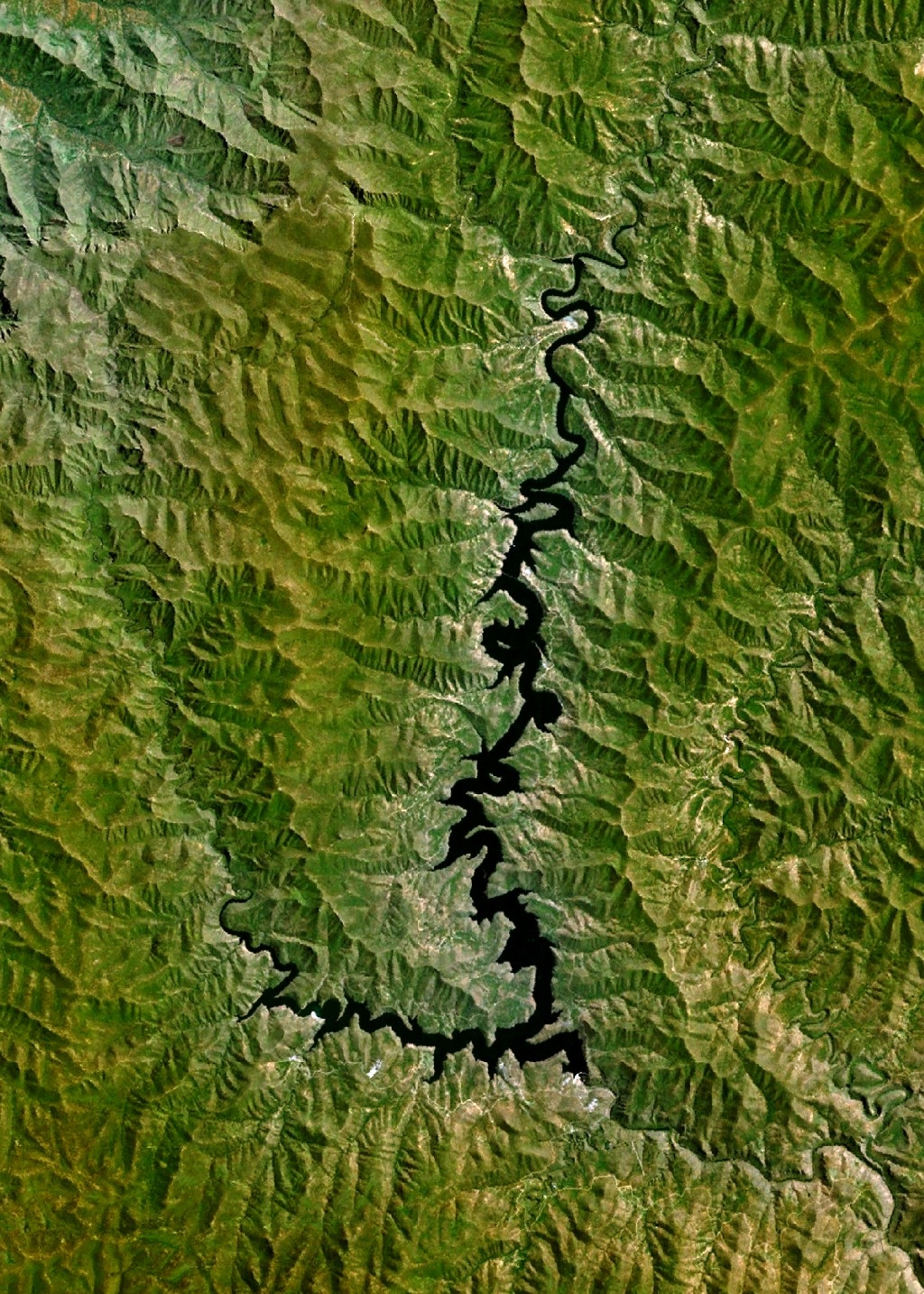
Vista satelital del embalse

Para mitigar la pérdida de hábitat, se llevaron a cabo misiones de rescate de plantas en el área que se inundaría y se estableció el Jardín Botánico Katse para albergar y propagar las plantas rescatadas. 

## Suministro de agua
El agua de la presa recorre primero un camino de 45 km por un túnel de 4 m de diámetro, que desemboca en una central hidroeléctrica cercana a Muela. La gran altura de la presa permite un sistema de suministro de agua por gravedad a Sudáfrica, además de energía hidroeléctrica para Lesoto, y fue una de las principales razones detrás de la elección del sitio.
El suministro de agua comenzó oficialmente el 22 de enero de 1998. Actualmente, la presa suministra unos 30 metros cúbicos por segundo (1059,4 cuft/s) de agua a Sudáfrica, que paga a Lesoto 35 millones de dólares por año, más una regalía variable basada en los beneficios calculados por el uso del agua.
En los últimos años, el agua del proyecto también se ha vertido en el río Mohokare (Caledon) para abastecer de agua a Maseru, la capital de Lesoto, en épocas de escasez. Las nuevas presas se han llenado como se esperaba y la descarga de agua de las presas a los ríos aguas abajo continúa según un esquema ideado para preservar el equilibrio ecológico. Esta agua descargada fluye hacia el río Senqu (Orange) y, si bien mantiene el status quo ecológico, beneficia únicamente a las comunidades a lo largo de los ríos. Los planes para suministrar agua a los agricultores desplazados de las Tierras Altas no han tenido mucho éxito.
El proyecto de la presa también ha sido una fuente de corrupción generalizada, lo que no es raro en los grandes proyectos de presas. Los tribunales de Lesoto han tomado la inusual medida de procesar a las grandes empresas implicadas en el escándalo, además del burócrata de Lesoto que aceptó los sobornos. Hasta el momento, ha habido varias condenas y al menos una empresa ha sido inhabilitada por el Banco Mundial por su papel en el escándalo.

## Torre de admisión de agua de transferencia
La torre de admisión o bocatoma está ubicada aproximadamente a 18 km al norte de la presa de Katse y ha sido diseñada para admitir 70 metros cúbicos por segundo (2472,0 cuft/s), que era la transferencia máxima prevista originalmente para la implementación completa del LHWP. La torre de admisión tiene 25 m de diámetro y 98 m de altura para recibir el amplio rango de elevación de almacenamiento del embalse, así como para facilitar la extracción en cuatro niveles distintos del lago. Esto permitirá controlar en todo momento la calidad del agua transferida. Debido a la posición y el diseño de la torre de captación, hay un cierto volumen de agua en el depósito al que no se puede acceder a través de los túneles de transferencia. Este almacenamiento muerto es de aproximadamente 430 millones de m3, con el resultado de que el almacenamiento vivo efectivo en el embalse de Katse se reduce de la capacidad total de almacenamiento de 1.950 millones de m³ a 1.520 millones de m³.

## Características de la presa
- Altura - 185 m, (la segunda más alta de África)
- Longitud de la cresta - 710 metros
- Diseño - arco doble, hormigón
- Hormigón - 2 320 000 m3
- Elevación - 1993 metros sobre el nivel del mar (la presa de mayor elevación en África)